# ライオンの穴の中のダニエル (ルーベンス)

『ライオンの穴の中のダニエル』（ライオンのあなのなかのダニエル、蘭: Daniël in de leeuwenkuil、英: Daniel in the Lions' Den）は、フランドルのバロック期の巨匠ピーテル・パウル・ルーベンスが1615年にキャンバス上に油彩で制作した絵画である。絵画は本来、ルーベンスと、デン・ハーグにいたイギリス大使ダドリー・カールトン卿の間の1618年の美術品交換に含まれていた。その後、いく人かの所有者を経て、1965年以来、ワシントン・ナショナル・ギャラリーに所蔵されている。

## 歴史
カールトン卿はヴェネツィアでの大使時代に古代の大理石彫刻のコレクションを形成していたが、ルーベンスはこのコレクションを欲していた。1618年にカールトン卿に宛てた手紙の中で、ルーベンスは本作について「実物から写生した多数のライオンの中にいるダニエル。完全に私の手になるオリジナル作品」と述べている。数週間の交渉の末に、ルーベンスは、本作を含む4000フロリン相当の自身の絵画、および2000フロリンと引き換えにカールトン卿の古代彫刻を取得した。
後に、カールトン卿は本作をチャールズ1世に贈呈した。次いで、絵画は後にハミルトン公爵の所有となり、スコットランドのハミルトン宮殿に残留してたが、1882年にハミルトン宮殿とともに売却された。1882年から1919年の特定されていない時期に、絵画はふたたびハミルトン家に買い戻されたが、1919年のハミルトン宮殿の最終的な売却の際に売りに出された。1963年に、絵画はカウドレイ子爵 (Viscout Cowdray) に売却され、次いで画商のノードラー商会に売却された。ノードラー商会は絵画をアメリカ合衆国に売却し、1965年に現在の所蔵先であるワシントン・ナショナル・ギャラリーに入った。

## 主題
本作の主題は、『旧約聖書』中の「ダニエル書」 (6:1-28) から採られている。ペルシアの王ダレイオス1世 (紀元前550–486年) は、自身ではなく神を崇拝する、敬虔で頑固なダニエルを一晩ライオンの洞窟の中で過ごさせるよう宣告した。翌朝、洞窟の入り口を塞いでいた石を取り除くと、ペルシア人たちはダニエルが神に一晩無事でいられたことに感謝しているのを見て非常に驚いた。ダニエルは王に言った、「王よ、どうか、とこしえに生きながらえられますように。 わたしの神はその使をおくって、ししの口を閉ざされたので、ししはわたしを害しませんでした。これはわたしに罪のないことが、神の前に認められたからです。王よ、わたしはあなたの前にも、何も悪い事をしなかったのです」(6:21-22)。神学者たちにとって、ダニエルの洞窟からの奇蹟的な生還は、イエス・キリストの墓からの復活、および揺らがない信仰を持つ者たちに対する神の加護の約束を象徴している。
宗教改革の時代、台頭するプロテスタントに対抗して、カトリック教会は信仰者を初期キリスト教時代の殉教者同様の熱情に駆るために殉教者の役割を重視した。個人は、殉教者同様の苦難を経験して初めて真にキリストの受難に感謝することができるという考えであった。ダニエルは、個人の信仰、力、一貫性、忍苦によって厳しい迫害を生き延びた殉教者の最良の例となったのである。

## 作品
この絵画はダニエルを青年として表しているが、『聖書』に記述されている時間的状況によると、場面の出来事は彼が80歳以上の時に起きたものである。
ほぼ裸体の筋肉質の青白い顔の青年姿のダニエルが、7頭の雄ライオンと2頭の雌ライオンのいる地下の洞窟の中に描かれている。青年は、画面中央右寄りに脚を組んで座っている。そして、肘を身体につけ、両手を胸の前で組みながら神に祈っている。画面上部の小さな穴を見上げようとして、彼の頭部はのけぞっている。彼は、長く、カールした栗色の髪と暗色の目をしている。白い布が彼の腰を巻き、横の岩に掛かっている深紅色の布地の上に腰かけている。
9頭のライオンはダニエルの前で歩き、座り、横になっている。彼の左隣にいる雄ライオンは頭部をのけぞらせ、口を開けており、長い牙の間から巻いた舌を見せている。人間の頭蓋骨と骨が画面下部の汚れた地面に散乱している。岩の洞窟はライオンとダニエルの周囲ですぼまっていき、青い空を見せている小さく丸い開口部へと収斂している。洞窟を塞いでいた石が取り除かれ、ダニエルの頭上には光が差し込んでいるため、これは彼がダレイオス1世により洞窟から引き上げられる場面であることがわかる。
ルーベンスは、本作で強い感情的反応を引き出すためにリアリズムと演劇性を見事に融合している。何頭かのライオンは鑑賞者を直接見つめているため、鑑賞者も彼らの空間を共有し、ダニエルのように同じ脅威を経験していることが示唆される。さらに、ライオンたちをほぼ実物大で、非常なリアリズムで描くことにより、ルーベンスは彼らが近くにいるような感覚を高めている。ライオンたちの生きているような動き、毛皮の描写は、ルーベンスが当時、ブリュッセルにあったスペイン総督の動物園でライオンを直接観察し、そのスケッチをしたことに由来する。実際に、画面右端の背を向けたライオンは、チョークと水彩を用いた習作が存在する。さらに、劇的な照明と、ダニエルの大仰で感情的な祈りのポーズも作品の真実性に寄与している。ルーベンスは1609年にイタリアから故郷のアントウェルペンに戻り、スペイン領ネーデルラント総督であったアルブレヒト・フォン・エスターライヒと彼の妻イサベル・クララ・エウヘニアの宮廷画家に任命されたが、本作はその後の実り豊かな数年間に制作された最も記念すべき作品のうちの1つである。